# Álex Palou
Álex Palou Montalbo (Sant Antoni de Vilamajor, 1 april 1997) is een Spaans autocoureur. In 2021, 2023 en 2024 werd hij kampioen in de IndyCar Series voor het team Chip Ganassi Racing. In 2025 won hij de Indianapolis 500.

## Carrière

### Vroege carrière
Palou begon zijn autosportcarrière in het karting in 2006 en won in dat jaar de Copa Campeones Trophy Cadet. In 2009 werd hij derde in het Spaanse kampioenschap, voordat hij in 2010 overstapte naar de KF3-klasse. In 2011 maakte hij zijn debuut in de WSK Euro Series, die hij in 2012 won. Dat jaar werd hij ook tweede achter George Russel in het CIK-FIA European Championship. In 2013 werd hij zestiende in het wereldkampioenschap en tiende in het Europees kampioenschap.

### Euroformula Open
In 2014 stapte Palou over naar het formuleracing, waarbij hij zijn debuut maakte in de Euroformula Open. Tijdens zijn eerste race op de Nürburgring wist hij meteen de pole position en de overwinning te behalen, waarna nog twee overwinningen op de Hungaroring en het Circuit de Barcelona-Catalunya volgden. Uiteindelijk eindigde hij achter Sandy Stuvik en Artur Janosz als derde in het kampioenschap. Daarnaast reed hij ook één raceweekend in het BRDC Formule 4-kampioenschap op Silverstone, waar hij 48 punten verzamelde en zo als 23e in het kampioenschap eindigde. Tot slot nam hij voor Fortec Motorsport deel aan de Grand Prix van Macau, waarin hij als zestiende eindigde.

### GP3 Series
In 2015 maakte Palou zijn debuut in de GP3 Series voor het team Campos Racing. Na een moeilijke start van het seizoen wist hij in de tweede helft van het seizoen regelmatig in de punten te finishen en sloot zijn seizoen af met een overwinning in de laatste race op het Yas Marina Circuit. Mede hierdoor eindigde hij als tiende in het kampioenschap met 51 punten.
In 2016 bleef Palou actief in de GP3 voor Campos. Hij kende een moeilijk tweede seizoen, waarin hij enkel op Silverstone op het podium stond. Met 22 punten eindigde hij op de vijftiende plaats in het klassement.

### Japanse Formule 3, World Series Formule V8 3.5 en Formule 2
In 2017 maakte Palou de overstap naar het Japanse Formule 3-kampioenschap, waarin hij uitkwam bij het team Threebond with Drago Corse. Hij won drie races: twee op het Okayama International Circuit en een op de Fuji Speedway. Met 102 punten werd hij achter Mitsunori Takaboshi en Sho Tsuboi derde in het klassement. Daarnaast maakte hij dat jaar zijn debuut in de World Series Formule V8 3.5 bij het team Teo Martín Motorsport vanaf het zesde raceweekend op de Nürburgring als vervanger van Nelson Mason. In zijn tweede race behaalde hij al zijn eerste zege en in de rest van het seizoen stond hij nog tweemaal op het podium. Met 68 punten werd hij tiende in de eindstand. Ook maakte hij dat jaar zijn debuut in de Formule 2 tijdens het voorlaatste racweekend op het Circuito Permanente de Jerez als vervanger van de gestopte Robert Vișoiu bij het team Campos Racing. Met twee achtste plaatsen behaalde hij vijf punten, waardoor hij in het kampioenschap op plaats 21 eindigde. Aan het eind van het jaar keerde hij terug naar de Grand Prix van Macau, waarin hij voor Threebond with Drago Corse elfde werd.

### Europese Formule 3
In 2018 keerde Palou terug naar Europa, waar hij deelnam aan het Europees Formule 3-kampioenschap bij het team Hitech Bullfrog GP. Hij stond zeven keer op het podium, maar zonder een race te winnen. Met 204 punten werd hij zevende in de einduitslag. Vervolgens reed hij voor het B-Max Racing Team in de Grand Prix van Macau, maar hij crashte hier in de eerste ronde van de hoofdrace en werd zodoende niet geklasseerd.

### Super Formula en Super GT
In 2019 nam Palou opnieuw deel aan Japanse kampioenschappen. Zo debuteerde hij dat jaar in zowel de Super Formula als de Super GT, waarin hij uitkwam voor respectievelijk TCS Nakajima Racing en McLaren Customer Racing Japan. In de Super Formula won hij een race op Fuji en werd hij met 26 punten derde in het kampioenschap achter Nick Cassidy en Naoki Yamamoto. In de Super GT, waar hij een auto deelde met Seiji Ara, kende hij een lastiger seizoen, waarin hij slechts tweemaal punten scoorde. Een van deze finishes was echter wel een tweede plaats op Autopolis, terwijl hij in de seizoensfinale op de Twin Ring Motegi van pole position mocht vertrekken. Met 20 punten werden hij en Ara vijftiende in het klassement.

### IndyCar Series
In 2020 maakte Palou de verrassende overstap naar de Amerikaanse IndyCar Series, waar hij debuteerde bij het team Dale Coyne Racing with Team Goh. Roger Yasukawa, voormalig IndyCar-coureur, werd dit jaar zijn manager. Al in zijn derde race op Road America behaalde hij zijn eerste podiumfinish, wat uiteindelijk zijn beste resultaat van het seizoen bleek te zijn. Hij moest zijn eerste deelname in de Indianapolis 500 staken na een crash in de eerste bocht van ronde 121. Met 238 punten eindigde hij uiteindelijk op de zestiende plaats in het kampioenschap.
In 2021 tekende Palou een contract bij het topteam Chip Ganassi Racing. In de seizoensopener op het Barber Motorsports Park behaalde hij zijn eerste IndyCar-overwinning. Twee races later, op de Texas Motor Speedway, stond hij voor het eerst op pole position, alhoewel hierbij moet worden aangemerkt dat de kwalificatie werd afgelast vanwege slecht weer en hij vanaf de eerste plaats mocht vertrekken omdat hij bovenaan stond in de tussenstand. In de Indianapolis 500 werd hij tweede nadat hij twee ronden voor de finish werd ingehaald door Hélio Castroneves. Hierna behaalde hij drie opeenvolgende podiumfinishes, waaronder zijn tweede zege van het seizoen op Road America, die hij in de schoot geworpen kreeg nadat de versnellingsbak van Josef Newgarden het begaf. Na een crash op de World Wide Technology Raceway at Gateway was hij korte tijd de leiding in het kampioenschap kwijt aan Patricio O'Ward, maar hij won deze terug na zijn eerste echte pole position en zijn derde overwinning op de Portland International Raceway. In de seizoensfinale op het Stratencircuit Long Beach werd hij vierde, wat genoeg was om zijn eerste IndyCar-kampioenschap te winnen.
n 2023 slaagde de getalenteerde Spaanse coureur Alex Palou erin om voor de tweede keer in zijn carrière de IndyCar Series-kampioenstitel te veroveren. Palou's ongelooflijke prestatie werd gekenmerkt door zijn indrukwekkende reeks van vijf overwinningen in een seizoen dat uit 17 races bestond.
Palou kende opnieuw een sterke start in 2024 en eindigde in acht van de eerste tien races in de top vijf. Hij boekte overwinningen op de IMS Road Course en Laguna Seca en nam vroeg in het seizoen de leiding in het kampioenschap. Hoewel Palou slechts twee races op zijn naam schreef (De race in Thermal Club telde niet mee voor het kampioenschap), was het zijn constante prestaties gedurende het seizoen die hem hielpen om Colton Herta, Will Power en Scott McLaughlin te verslaan. Hiermee pakte hij zijn derde IndyCar-titel en werd hij de eerste coureur sinds Dario Franchitti (2009-2011) die het kampioenschap twee jaar op rij wist te winnen.

### Formule 1
Palou maakte zijn Formule 1-debuut voor McLaren-Mercedes tijdens de eerste vrije training van de Grand Prix van de Verenigde Staten op 21 oktober 2022. Hij reed een tijd van 1:39.911 en werd daarmee zeventiende.

## Resultaten

### IndyCar Series resultaten
| Jaar | Team                | Races | 1ste | 2de | 3de | 4de | 5de | Rang | Ptn |
| ---- | ------------------- | ----- | ---- | --- | --- | --- | --- | ---- | --- |
| 2020 | Dale Coyne Racing   | 14    | -    | -   | 1   | -   | -   | 16   | 238 |
| 2021 | Chip Ganassi Racing | 16    | 3    | 2   | 3   | 2   | -   | 1    | 549 |
| 2022 | Chip Ganassi Racing | 17    | 1    | 3   | 2   | -   | -   | 5    | 510 |
| 2023 | Chip Ganassi Racing | 17    | 5    | 1   | 4   | 1   | 2   | 1    | 656 |
| 2024 | Chip Ganassi Racing | 18    | 3    | 3   | 1   | 3   | 3   | 1    | 544 |

### Resultaten Indianapolis 500
| Jaar | Chassis | Motor | Start | Finish | Team              |
| ---- | ------- | ----- | ----- | ------ | ----------------- |
| 2020 | Dallara | Honda | 7     | 28     | Dale Coyne Racing |
| 2021 | Dallara | Honda | 6     | 2      | Ganassi           |
| 2022 | Dallara | Honda | 2     | 9      | Ganassi           |
| 2023 | Dallara | Honda | 1     | 4      | Ganassi           |
| 2024 | Dallara | Honda | 14    | 5      | Ganassi           |
| 2025 | Dallara | Honda | 6     | 1      | Ganassi           |